# Zozulîne, Putîvl
Zozulîne (în ucraineană Зозулине) este un sat în comuna Safonivka din raionul Putîvl, regiunea Sumî, Ucraina.

## Demografie
Componența lingvistică a localității Zozulîne
     Rusă (76,92%)
     Ucraineană (23,08%)
Conform recensământului din 2001, majoritatea populației localității Zozulîne era vorbitoare de rusă (76,92%), existând în minoritate și vorbitori de ucraineană (23,08%).